# Fulla (bambola)
Fulla è una fashion doll simile alla Barbie destinata alle bambine di fede islamica dei paesi del Vicino Oriente come alternativa alla Barbie, in quanto più rispettosa della religione e della cultura islamica.

## Storia
L'idea della bambola Fulla nacque nel 1999 ma non riuscì a concretizzarsi prima del 2003. Fulla è prodotta da un'azienda di Dubai chiamata NewBoy FZCO, è venduta anche in Cina, Brasile, Nordafrica, Egitto ed Indonesia, ed è possibile reperirne alcuni esemplari anche nei negozi degli Stati Uniti.
Fulla rappresenta un modello di comportamento femminile per i musulmani, incarnando il modo in cui molti musulmani vorrebbero che si comportassero le loro figlie. Benché in passato fossero state prodotte molte altre bambole dotate di un hijab, come Razanne o la Barbie marocchina, nessuna di loro aveva mai raggiunto la popolarità di Fulla.

## Caratteristiche
Fulla, che indossa una abaya e un Niqab, è stata a volte soprannominata la "Barbie musulmana".
A differenza della bambola Barbie, la bambola Fulla non è dotata di costumi da bagno o abiti troppo succinti, benché come la Barbie sia dotata di un ricco guardaroba di abiti ed accessori. A differenza della Barbie, inoltre, non esistono bambole Fulla abbinate a particolari carriere o mestieri, tuttavia in futuro potrebbero essere commercializzate una Fulla dottoressa e una Fulla insegnante, dato che secondo il presidente della NewBoy FZCO "queste sono due rispettabili carriere femminili che le bambine dovrebbero essere incoraggiate a seguire."
Non esiste infine una controparte maschile di Fulla, a differenza di Barbie  cui è associato il personaggio di Ken.